# Oldenlandia capensis
Oldenlandia capensis är en måreväxtart som beskrevs av Carl von Linné d.y.. Oldenlandia capensis ingår i släktet Oldenlandia och familjen måreväxter.

## Underarter
Arten delas in i följande underarter:
- O. c. capensis
- O. c. pleiosepala